# Junggesellenabschied

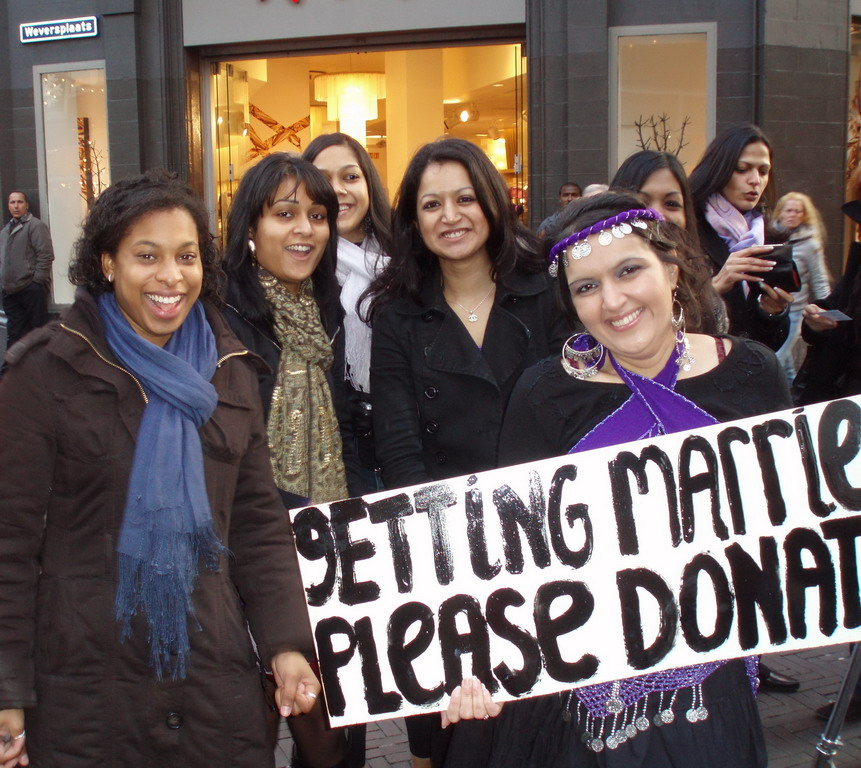
„Getting married – please donate“. Junggesellinnen-Abschied in den Niederlanden (2007)

Der Junggesellenabschied bzw. Junggesellinnenabschied (kurz: JGA) ist ein Hochzeitsbrauch, bei dem Verlobte getrennt vom jeweiligen Partner vor der eigentlichen Hochzeit meist, aber nicht zwingend, geschlechtergetrennt feiern.

## Zeitliche Entwicklung
Feste vor der Hochzeit gab es schon im antiken Griechenland, wo es den Eltern der Braut möglich gemacht wurde, die Würde des zukünftigen Bräutigams zu bewerten. Seit dem 19. Jahrhundert sind im deutschsprachigen Raum Polterabende als allgemeine Feiern am Vorabend der Hochzeit belegt. In  Ländern wie Großbritannien und den USA wird dies traditionell geschlechtergetrennt mit Verwandten und Freunden als „Stag Party“ (Männer) bzw. „Hen Night“ (Frauen) gefeiert. Seit den 1980er Jahren gewann der Brauch eine Tendenz zum erhöhten Alkoholkonsum und zur Sexualisierung. Dies wurde mit geringem zeitlichem Verschub in Deutschland übernommen. Die Tradition des Polterabends wird heute in Deutschland häufig fälschlicherweise als Synonym für den Junggesellenabschied genutzt: Allerdings sind hier zwei unterschiedliche Ereignisse gemeint, die getrennt voneinander (der Junggesellenabschied meistens ein paar Wochen vor der Hochzeit) stattfinden. Durch US-amerikanische Filme und Serien erfährt diese neue Tradition in immer mehr Regionen der Welt Zuspruch. Mit der Festigung des Brauchs ist im deutschsprachigen Raum eine Professionalisierung von losen Sauftouren zu einem organisierten Programm hin festzustellen. Teilweise bieten Gastronomen daher mittlerweile gezielt Programme für Junggesellenabschiede an, allerdings kommt es auch zu Konflikten, etwa Belästigung anderer Gäste, so dass einige Lokale in besonders frequentierten Städten Junggesellengruppen den Zutritt verweigern.

## Ablauf

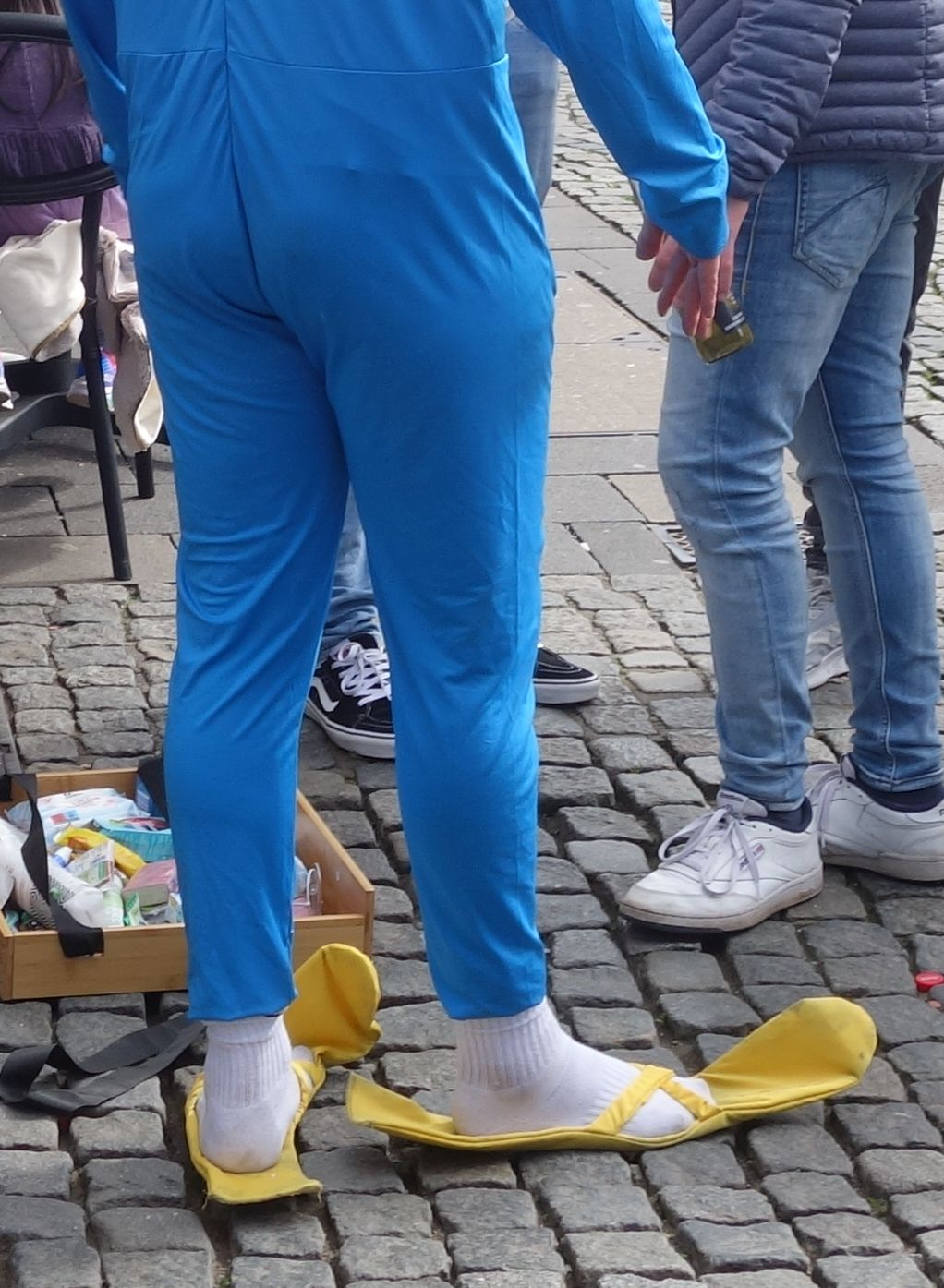
Der angehende Bräutigam im Overall, neben ihm der Bauchladen (Düsseldorfer Altstadt, 2024)

Oft wird der Junggeselle (bzw. Junggesellin) von Freunden zu Hause abgeholt, wobei neben dem klassischen Bollerwagen auch Stretchlimousinen oder Partybusse zum Einsatz kommen können. Ein Ritual ist es, gleiche T-Shirts mit einem Claim zu tragen oder dem Junggesellen ein Kostüm anzuziehen. Häufig werden dem Junggesellen verschiedene Aufgaben gestellt oder Spiele sowie andere Aktivitäten durchgeführt. Zum Beispiel ist es verbreitet, dass der Junggeselle mit Hilfe eines Bauchladens kleine Produkte wie Feuerzeuge, Kondome oder Schnäpse an Passanten verkauft. Das gesammelte Geld wird später für gemeinsame Zwecke verwandt, beispielsweise eine Getränkerunde. Populär sind darüber hinaus Stripeinlagen, Kneipentouren beziehungsweise Barhopping.
Die Spiele, die Aufgaben und das Kostüm dienen teilweise dazu, den angehenden Bräutigam ein wenig zu ärgern und zu drangsalieren. In Deutschland beschränkt sich ein Junggesellenabschied meist auf  einen Tag, während in England mehrtägiges Feiern nicht ungewöhnlich ist.

## Organisation
Der Junggesellenabschied findet in der Regel kurze Zeit vor der Hochzeit statt und wird im deutschsprachigen Raum meist von Freunden oder den Trauzeugen organisiert. In England oder den USA, aber auch in Deutschland, gibt es zahlreiche Agenturen, die sich professionell mit der Organisation von JGA beschäftigen.

## Filmische Rezeption
- Die Junggesellenparty (1957)
- Bachelor Party (1984)
- Hangover (2009)
- Brautalarm (2011)
- Last Vegas (2013)
- Bachelor Night: Auf nach Vegas! (2014)